# El Mentidero (Cádiz)
El Mentidero, también llamado simplemente Mentidero, es un barrio del centro histórico de la ciudad de Cádiz, España, perteneciente al distrito 1. Está situado en el extremo noroccidental de la ciudad y delimitado por las calles de la Torre y de San José por el este, y por la calle de Sacramento por el sur, que lo separa del barrio de El Balón.
Antigua zona de huertas, su urbanización se proyectó a mediados del siglo XVIII, quedando la plaza homónima terminada hacia 1773, que se constituyó en el eje del nuevo barrio. Esta plaza fue un centro de difusión de rumores y falsas noticias, de donde proviene el nombre actual.

## Lugares de interés
- Parque Genovés
- Alameda Apodaca
- Gran Teatro Falla
- Casa de las Viudas